# Ostaga
En náutica, la ostaga es el cabo que pasa por el motón situado en la cruz de las vergas de gavia y por el de la cabeza del mastelero. Sirve para izar dichas vergas.
Se denomina ostagadura al sitio donde se hacen firmes las ostagas en la verga.